# Приютинское братство
Приютинское братство или реже Братство «Приютино» — дружеское объединение русских либеральных интеллектуалов, выпускников Петербургского университета, ядро которого составили  Фёдор и Сергей Ольденбурги, Владимир Вернадский,  Александр Корнилов, Иван Гревс и Дмитрий Шаховской. Братство в итоге оказалось не связанным ни  с одним конкретным географическим пунктом, ни с одним конкретным практически достижимым делом:297.

## История возникновения

### Предпосылки

#### "Ольденбургский кружок"
К апрелю 1882 года у переведшегося из Московского университета в Санкт-Петербургский у "варшавянина" Дмитрия Шаховского сложились отношения с группой выпускников варшавских гимназий Фёдором и Сергеем Ольденбургами (выпускниками 1-й русской гимназии 1881 года) и Александром Корниловым, Николаем Харламовым, Львом Обольяниновым и Сергеем Крыжановским (выпускниками той же гимназии 1880 года). Это было одно из многих студенческих землячеств в университете. Члены Варшавского землячества не реже раза в неделю собирались на квартире у братьев Ольденбургов на 6-линии Васильевского острова и поэтому получили название "Ольденбургского кружка":62.
Позднее к "ольденбуржцам" примкнули студент-историк Иван Гревс и естественники Владимир Вернадский и Андрей Краснов:71.
Задачей кружка было совместное чтение и обсуждение прочитанного, читались книги И. Тургенева, Г. Успенского, работы по истории раскола и многое другое. Члены кружка горячо спорили, искали свои "цели жизни", засиживались допоздна...:71. Лишь много позднее участники кружка осознали, что они обязаны кружку, больше чем всем лекциям. Так как он дал несравненно больше для их развития.

#### Студенческое научно-литературное общество
Студенческое научно-литературное общество стало первой разрешённой студенческой организацией после марта 1881 года. Идея возникновения этого общества исходила из консервативных кругов и состояла в том, чтобы сплотить распылённое верноподданническое студенчество, как противовес революционно настроенному:72.